# Plainview (Tennessee)
Plainview é uma cidade localizada no estado norte-americano de Tennessee, no Condado de Union.

## Demografia
Segundo o censo norte-americano de 2000, a sua população era de 1866 habitantes.
Em 2006, foi estimada uma população de 2101, um aumento de 235 (12.6%).

## Geografia
De acordo com o United States Census Bureau tem uma área de
16,7 km², dos quais 16,7 km² cobertos por terra e 0,0 km² cobertos por água.

## Localidades na vizinhança
O diagrama seguinte representa as localidades num raio de 24 km ao redor de Plainview.